# Paifang

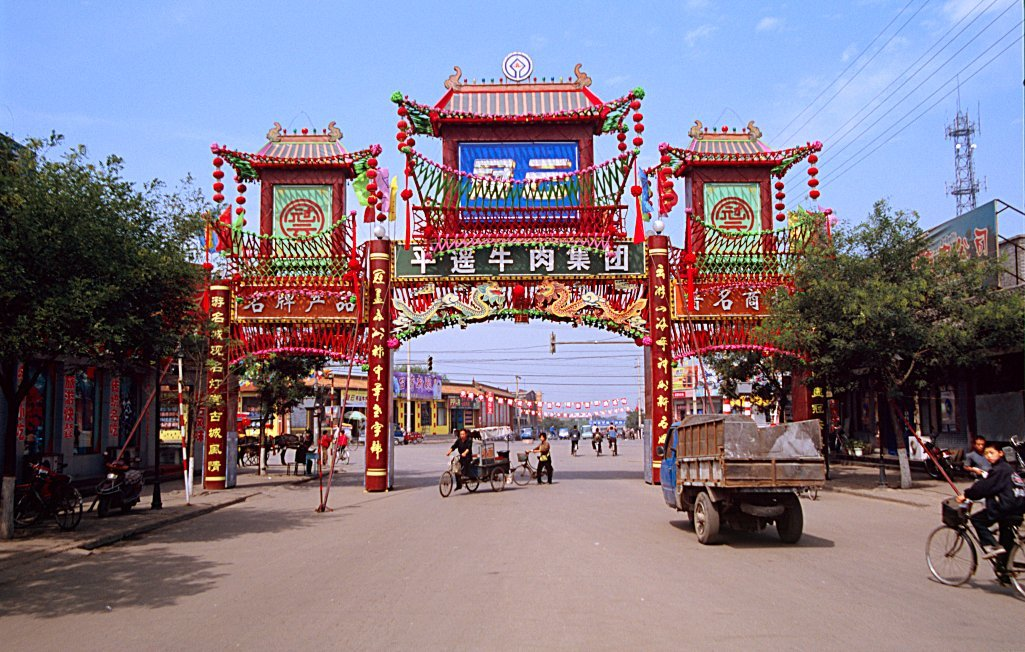
Paifang

Paifang (chiń. 牌坊; pinyin páifāng) lub pailou (chiń. upr. 牌楼; chiń. trad. 牌樓; pinyin páilóu) – tradycyjny element chińskiej architektury w formie wolno stojącej bramy. Pierwotnie pailou miały charakter praktyczny, lecz w czasach dynastii Song stały się elementem wyłącznie dekoracyjnym, pełniąc rolę memorialnych pomników upamiętniających wydarzenie lub osobę. Stawiano je na głównych ulicach miast bądź alejach wiodących do cmentarzy. Budowano je z drewna, kamienia lub cegły, często bogato ozdabiając z zewnątrz kolorową glazurą. Nieposiadające praktycznego zastosowania i wznoszone w poprzek drogi pailou często tamowały ruch i po upadku cesarstwa wiele z nich zburzono.
Paifang drewniane są zwykle malowane na czerwono. Belkowania przyozdobione są między innymi kaligrafią. Dach wieńczący konstrukcję pokryty jest kolorowymi dachówkami i zdobiony tradycyjnymi chińskimi smokami. Drewniane paifang mają kamienne piedestały. Tradycyjnie paifang posiadają trzy lub pięć przejść.
Paifang kamienne lub ceglane mogą być malowane na czerwono i zdobione podobnie jak drewniane. Bywają też malowane na biało. Biel związana jest w kulturze Dalekiego Wschodu ze śmiercią i zwykle białe paifang stoją przy wejściach do miejsc kultu lub na cmentarze. Nie mają wówczas kolorowych zdobień ale filary pokrywane są pracowicie wykonanymi rzeźbieniami.